# Авдотьино (Архангельская область)
Авдотьино — деревня в Плесецком районе Архангельской области. Входит в состав Конёвского сельского поселения.

## География
Деревня расположена на левом берегу реки Онеги напротив села Конёво.
Часовой пояс
Деревня Авдотьино как и вся Архангельская область, находится в часовой зоне МСК (московское время). Смещение применяемого времени относительно UTC составляет +3:00.

## Население
| 2002 | 2010 | 2012 |
| ---- | ---- | ---- |
| 28   | ↗32  | ↘26  |